# Кондова-Зафировска, Тодорка
Тодорка Кондова-Зафировска (макед. Тодорка Кондова-Зафировска; 1 февраля 1926, Прилеп, Королевство сербов, хорватов и словенцев — 29 мая 2003, Скопье, Республика Македония) — югославская актриса театра и кино, режиссёр, педагог.

## Биография
Тодорка Кондова-Зафировска родилась в Прилепе в 1926 году. Старшая сестра художника Димитра Кондовски. Играла в только что созданном в 1945 году Македонском народном театре, начиная с первого спектакля на македонском языке «Платон Кречет» (1945). В 1948 году начала учёбу на режиссёрском отделении Академии театрального искусства в Белграде. В 1952 году вернулась в Республику Македонию, где начала преподавать актёрское мастерство, стала первой женщиной-доцентом на факультете драматического искусства в Университете Скопье и написала книгу «Актёрское мастерство».
В 1965 году Тодорка Кондова-Зафировска покинула Македонский народный театр и основала Драматический театр Скопье, первым спектаклем которого стала «Богомильская баллада».
Кондова-Зафировска работала режиссёром в Драматическом театре Скопье вплоть до 1976 года, когда решила полностью посвятить себя преподаванию.
Дважды — в 1960 и 1983 годах — была награждена государственной наградой Республики Македонии «11 октября».
29 мая 2003 года в Скопье Тодорка Кондова-Зафировска была сбита автомобилем на пешеходном переходе и скончалась на месте.

## Творчество

### Роли

#### В театре
| Год  | Название            | Роль                       |
| ---- | ------------------- | -------------------------- |
| 1945 | Платон Кречет       | Мария                      |
| 1946 | Король Вифании      | Хана                       |
| 1946 | Сказка о правде     | Зоя Космодемьянская        |
| 1948 | Женитьба            | Фёкла Ивановна             |
| 1954 | Стеклянный зверинец | мать                       |
| 1956 | Дом Бернарды Альбы  | Ангустиас                  |
| 1960 | Чайка               | Ирина Николаевна Аркадина  |
| 1960 | В агонии            | Лаура Лембах               |
| 1962 | Сид                 | донья Уррака               |
| 1963 | Физики              | доктор Матильда фон Цанд   |
| 1966 | Двое на качелях     | она                        |
| 1966 | Троянки             | Андромаха                  |
| 1967 | Покойник            | Рина                       |
| 1973 | Вишнёвый сад        | Любовь Андреевна Раневская |
| 1974 | Яне-баламут         | царица                     |
| 1976 | Счастливые дни      | Винни                      |

#### В кино
| Год       |    | Название            | Роль     |
| --------- | -- | ------------------- | -------- |
| 1971      | тф | Земляки             |          |
| 1973      | тс | Телевизионный ребус |          |
| 1977      | тс | Хитрый Пётр         |          |
| 1977      | тф | Дождливое солнце    |          |
| 1980      | тф | Учитель             |          |
| 1981      | тф | Самотия             | Миляна   |
| 1982      | тс | Илинден             | Василика |
| 1982      | тф | Агнец на заклание   | Лена     |
| 1986      | тс | Шумиха в Салониках  | Евдокия  |
| 1986–1987 | тс | Случаи из жизни     | Ана      |
| 1988      | ф  | Каникулы мертвецов  | Афина    |
| 1990      | тс | Каникулы мертвецов  | Афина    |

### Режиссёрская деятельность

#### В театре
| Год  | Название                                |
| ---- | --------------------------------------- |
| 1956 | Дом Бернарды Альбы                      |
| 1957 | Весёлое сновидение                      |
| 1958 | Порыв ветра                             |
| 1960 | Райский уголок                          |
| 1962 | Сид                                     |
| 1962 | Пигмалион                               |
| 1963 | Украденный принц и потерянная принцесса |
| 1964 | Македонская героическая поэзия          |
| 1965 | Богомильская баллада                    |
| 1965 | Беженка                                 |
| 1968 | Дамский портной                         |
| 1970 | Кабала святош                           |
| 1971 | Владимир и Косара                       |
| 1972 | Беженка                                 |
| 1973 | Вишнёвый сад                            |
| 1975 | Рыбацкие ссоры                          |
| 1986 | Богач Теодос                            |
| 1985 | Кот в мешке                             |
| 1989 | Отец                                    |

#### В кино
| Год  |    | Название           |
| ---- | -- | ------------------ |
| 1967 | тс | Предвидеть сто бед |
| 1968 | тс | Безумец и монахиня |